# Libya thuộc Ý
Libya thuộc Ý (tiếng Ý: Libia Italiana; tiếng Ả Rập: ليبيا الإيطالية, Lībyā al-Īṭālīya) là một thuộc địa của Vương quốc Ý nằm ở Bắc Phi, ngày nay là Libya hiện đại. Libya được hình thành từ các thuộc địa Cyranaica và Tripolitania thuộc Ý, được Vương quốc Ý chiếm từ Đế quốc Ottoman năm 1911, trong Chiến tranh Ý-Thổ Nhĩ Kỳ năm 1911 đến 1912. Thuộc địa thống nhất được thành lập năm 1934 bởi thống đốc Italo Balbo, với Tripoli làm thủ đô.
Lãnh thổ của Libya thuộc Ý cũng được gọi là Bắc Phi thuộc Ý (Africa Settentrionale Italiana, hay ASI), cả trước và sau khi thống nhất. Từ năm 1923, phiến quân bản địa gắn liền với Dòng Senussi đã lãnh đạo phong trào kháng chiến Libya chống lại sự định cư của Ý ở Libya; cuộc nổi dậy đã hoàn toàn bị lực lượng Ý dập tắt vào năm 1932 sau các chiến dịch bình định. Trong chiến tranh thế giới thứ hai, Libya thuộc Ý đã trở thành bối cảnh cho Chiến dịch Bắc Phi và người Ý buộc phải sơ tán vào năm 1943 sau khi bị quân Đồng minh đánh bại ở đó. Theo các điều khoản của hiệp ước hòa bình năm 1947, Ý chính thức từ bỏ tất cả các yêu sách đối với Libya, vốn được quân Đồng minh quản lý cho đến khi độc lập năm 1951.

## Lịch sử
Là kết quả của chiến thắng Ý trong cuộc chiến tranh Ý–Thổ Nhĩ Kỳ (1911–1912), lãnh thổ của miền bắc Libya ngày nay (Tripolitania và Cyrenaica) đã chuyển từ Đế quốc Ottoman sang quyền lục lượng của Ý, nơi tạo ra thuộc địa của nó ở đây, Bắc Phi thuộc Ý. Tuy nhiên, những năm đầu tiên của những vùng lãnh thổ này trên danh nghĩa vẫn thuộc quyền tài phán của Ottoman. Ví dụ, vào ngày 5 tháng 5 năm 1915 (ngay cả trước khi Ý tuyên chiến với Thổ Nhĩ Kỳ), vị vua này đã bổ nhiệm người đứng đầu mệnh lệnh của chỉ huy Senusites của lực lượng Hồi giáo ở Libya với cấp bậc tể tướng.
Năm 1927, các thuộc địa riêng biệt của Cyrenaica và Tripolitania đã được tạo ra, và năm 1934, chúng cũng như lãnh thổ của Fezzan đã được sáp nhập vào Libya. Thổ Nhĩ Kỳ chỉ có năm 1934 công nhận chủ quyền của Ý đối với lãnh thổ Libya. Người Ý đã thực hiện việc Ý hóa người bản địa ở Libya.
Lãnh thổ của Fezzan không phải là một phần của Libya thuộc Ottoman. Người Ý bắt đầu thực dân vào năm 1912, chiếm được vào năm 1914, thành phố chính của Fezzan–Murzuq. Tuy nhiên, sức mạnh của họ ở phía nam Libya cho đến đầu những năm 1930 khá yếu. Trong những năm đầu, Cyrenaica đã mạnh mẽ chống lại thực dân Ý, và vào năm 1917, nhà lãnh đạo của nó, Mohammed Idris al-Mahdi al-Senusi, đã ký kết một thỏa thuận với người Ý về quyền tự trị của lãnh thổ, sau đó bị đình chỉ độc lập đáng kể trong các vấn đề nội bộ và bị đình chỉ vào năm 1923. quyền lực ở Ý của những kẻ phát xít do Benito Mussolini lãnh đạo. Thuộc địa mở rộng sau khi nhượng bộ lãnh thổ từ Sudan và Ai Cập (thuộc địa của Anh). Năm 1935, thỏa thuận Mussolini–Laval đã được ký kết, kết quả là Ý đã nhận được.

Một bản đồ cho thấy sự phát triển của lãnh thổ Libya của Ý sau Thế chiến thứ nhất.

Sau khi chiếm đóng Tripoli bởi Ý vào năm 1911, một cuộc nổi loạn đã nổ ra ở đất nước do người anh hùng dân tộc Libya Omar Mukhtar lãnh đạo. Để đàn áp cuộc nổi dậy, Benito Mussolini đã phái Rodolfo Graziani, người lãnh đạo lực lượng vũ trang Ý ở Libya. Quân du kích đã phát động một cuộc đấu tranh ở Jebel Akhdar ở Cyrenaica, cuộc kháng chiến kéo dài đến năm 1931, ở một số vùng cho đến năm 1935. Để đàn áp cuộc nổi dậy, người Ý ở Libya đã tạo ra các trại tập trung, trong đó họ có tổng cộng 125.000 người, chủ yếu là đàn ông, có thể hợp tác với các đảng phái. Bất chấp chiến tranh du kích ở nước này, chính sách tái định cư của người Ý vẫn tiếp tục: vào đầu những năm 1940, đã có khoảng 110.000 người Ý ở Libya, chiếm 12% tổng dân số.
Trong Thế chiến II, Libya trở thành nơi diễn ra các trận chiến giữa các lực lượng Đồng minh và các quốc gia phe Trục. Năm 1943, người Ý đã buộc phải rời khỏi thuộc địa của mình sau thất bại của lực lượng Anh-Mỹ trong chiến dịch Bắc Phi. Sau chiến tranh, Ý từ bỏ quyền của mình đối với Libya, nơi đầu tiên nằm dưới sự kiểm soát của Anh (Tripolitania và Cyrenaica) và Pháp (Fezzan). Năm 1951, theo quyết định của Liên Hợp Quốc, Libya đã trở thành một quốc gia độc lập đứng đầu là Vua Idris (tên được Mohammed Idris al-Mahdi al-Senusi thông qua).